# Ág (genealógia)
Névváltozatok: családvonal (Nagy Iván IX. 642.), vérség (Nagy Iván IX. 642.), vonal (Nagy Iván IX. 826.), 
nemzetségi vonal (Nagy Iván IX. 826.), ágazat (Nagy Iván IX. 344.), család-ágazat (Nagy Iván IV. 64.), 
mellékág (Nagy Iván IX. 346.), fiók ágazat (Nagy Iván VII. 209.), ikerfél (Nagy Iván X. 808.), családtömb 
(Nagy Iván X. 807.), oldal, vérvonal (Gudenus I. 55.)
"Azon edgy ágból avagy nemzetségből valok" (Amos Comenius: Janua linguae Latinae reserata aurea, in hung. lingvam 
translata per Stephanum Beniamin Szilágyi. Kolozsvár, 1673. 119. [1. kiadás 1643.])

de: Linie, la: linea; genus, generatio, progenies, tribus (M. nyelvtört. I. 18.) 

Rövidítések:
Az ág leszármazási vonalat jelentő genealógiai fogalom. Van apai, anyai, férfi, női, oldal, ifjabb ág stb.
A nemzetség kisebb részét képező vérségi alakulatok, melyek a természetes szaporulat, a nemzetségtagok számának megnövekedésével váltak szét külön családokra, majd később maguk a családok is külön ágakra oszlottak.
A rokonság egyenes ága (a legidősebb férfiág) a főág, mellékága az oldalág(ak) (a fiatalabb férfiak ága), tagjai az atyafiak. Ha egy kiterjedt rokonság kiinduló pontjának a család tetszőleges vagy meghatározott házaspárját vesszük, a felmenőkhöz a szülőkön, nagyszülőkön, dédszülőkön át jutunk el, tehát a rokoni kapcsolatok a családfán alulról felfelé határozhatók meg. Az oldalág a szülők testvéreivel, illetve azok házaspárjaival kezdődik és halad felfelé az ősök irányába. Az ágak a rokonsági közelséget jelentik. Az ágak akár több száz éve is elválhattak egymástól, azaz a közös őstől. A nemzetségi tudat egészen az ősidőkig visszanyúlik, mint például az Apaffy és az iktári Bethlen család esetében.
Az ágak számon tartása a nemesi (és a paraszti) családokban fontos volt az öröklés, a kölcsönös segítségnyújtás, a közös ünneplés és nemzetségi gyűlések stb., de a házassági kapcsolatok kialakítása szempontjából is. A számontartott ágak tagjai leggyakrabban ugyanazon nemzedékhez tartoztak. A korosztályoknak a paraszti családoknál megvolt a maga szerepköre az idősebb és a fiatalabb ágtagokra vonatkozóan is.
Az ágak jelölhetők számokkal vagy külön névvel a családfán vagy a leszármazási jegyzékben. Az elnevezés általában az ág ősapjának keresztnevéből, a birtok nevéből, néha a címerábrából stb. származik. Például a híres nápolyi Carafa család ágait, mely már a 14. században két főágra oszlott, a címerábra szerint különítették el egymástól. Az egyik ág neve della Spina ('tövissel', ékkel), a másiké della Statera ('mérleggel'). A Bethlen családokat (melyek közös vérségi eredete nincs teljesen bizonyítva) a címerábra szerint néha nevezték kígyós Bethleneknek (bethleni Bethlen), illetve hattyús Bethleneknek (iktári Bethlen). A nemesi családok gyakran a címerük megváltoztatásával is elkülönítették egymástól a nemzetség vagy család különféle ágait.